# Alpaida angra
Alpaida angra Levi, 1988 è un ragno appartenente alla famiglia Araneidae.

## Etimologia
Il nome della specie si riferisce alla località brasiliana di rinvenimento: Angra dos Reis

## Caratteristiche
L'olotipo femminile rinvenuto ha dimensioni: cefalotorace lungo 3,9mm, largo 3,2mm; il primo femore misura 3,1mm e la patella e la tibia circa 3,9mm.

## Distribuzione
La specie è stata rinvenuta nel Brasile meridionale: ad Angra dos Reis, località dello stato del Rio de Janeiro.

## Tassonomia
Al 2014 non sono note sottospecie e dal 1988 non sono stati esaminati nuovi esemplari.